# José Luis Martín Ramos
José Luis Martín Ramos (Barcelona, 1948) és catedràtic d'Història Contemporània de la Universitat Autònoma de Barcelona. Especialitzat en la història del moviment obrer, ha centrat la seva recerca en el moviment socialista i comunista al segle xx a Catalunya i a Espanya. Va coordinar una Historia del socialismo español, dirigida per Manuel Tuñón de Lara, de la qual va redactar el volum quart (1989) i ha publicat una Historia de la Unión General de Trabajadores (1998 i 2008). Sobre la història del PSUC ha publicat diversos llibres: Els orígens del PSU de Catalunya, 1930-1936 (1977) i Rojos contra Franco. Historia del PSUC, 1939-1947 (2002) i, a L'Avenç, el 2012, La rereguarda en guerra Catalunya, 1936-1937. Actualment prepara la segona part d'aquest llibre, Territori capital. Catalunya, 1937-1939. Ha estat co-director de L'Avenç entre 1993 i 1999, i director de l'Arxiu d'Història del Socialisme de la Fundació Rafael Campalans.